# С-363
«С-363» — советская средняя торпедная дизель-электрическая подводная лодка проекта 613.
За инцидент в территориальных водах Швеции получила на флоте ироническое прозвище «Шведский комсомолец». Западная пресса также упражнялась в остроумии, назвав её Whiskey on the rocks. Игра слов в том, что это выражение, означающее обычно просто виски со льдом, в этом контексте переводится как лодка 613 проекта на скалах, или на камнях (натовское название советских лодок этого проекта — как раз «Whiskey»).

## История
Заложена 12 января 1956 года на Балтийском заводе имени Серго Орджоникидзе.
- 26 сентября 1957 года вошла в состав Северного флота[2].
- 20 августа 1966 года перешла в подчинение Дважды Краснознаменного Балтийского флота[2].
- С сентября 1968 года по ноябрь 1979 года законсервирована на отстое в Даугавгриве[2].
- 24 февраля 1981 года, после капитального ремонта в Лиепае, вновь вошла в строй[2].

- 27 октября 1981, вошла в территориальные воды нейтральной Швеции и выскочила на камни на виду базы ВМС Швеции Карлскруна[2].
- 6 ноября 1981 снята с камней шведскими спасательными судами после того, как командир в течение 10 дней отказывался от предлагаемой помощи.
- 7 ноября 1981 своим ходом вернулась на базу в тот самый момент, когда на Красной площади шёл парад. За происшествие получила от флотских остряков название «Шведский комсомолец»[2].

17 июля 1988 года исключена из состава ВМФ. Впоследствии списанная лодка по одной версии была куплена и перевезена в Швецию, где экспонировалась в музее Соммарланд, по другой версии — разделана на металл. Более вероятно второе, а в Швецию попала другая лодка СФ того же проекта, а именно — С-342, которую переименовали в U-137 (именно так в 1981 западная пресса именовала «Шведского комсомольца», поскольку настоящий тактический номер С-363 им был неизвестен). Но в Швеции С-342 теперь выдают за ту самую лодку.

## Навигационное происшествие у берегов Швеции
27 октября 1981 года С-363 села на мель в территориальных водах Швеции близ военно-морской базы Карлскруна, в районе которой в это время шведами проводились испытания новых торпед. Лодку сняли с камней шведские спасатели, после чего 7 ноября 1981 года она вернулась на базу своим ходом.
В 1991 году служивший на С-363 Василий Беседин в интервью шведскому корреспонденту утверждал, что советские моряки имели приказ взорвать лодку со всем экипажем при попытке взять её на абордаж.
Сообщение ТАСС «О происшествии с советской подводной лодкой», опубликованное 6 ноября 1981 года, гласило:

В ночь с 27 на 28 октября сего года советская дизельная подводная лодка № 137, совершая обычное учебное плавание в Балтийском море, вследствие выхода из строя навигационных приборов и возникновения в связи с этим ошибок в определении места, в плохую видимость сбилась с курса и села на мель у юго-восточной оконечности Швеции.

В настоящее время подводная лодка снята с мели шведскими спасательными судами и стоит на якоре в безопасном месте. Ведутся переговоры со шведскими властями о выводе подводной лодки за пределы территориальных вод Швеции.

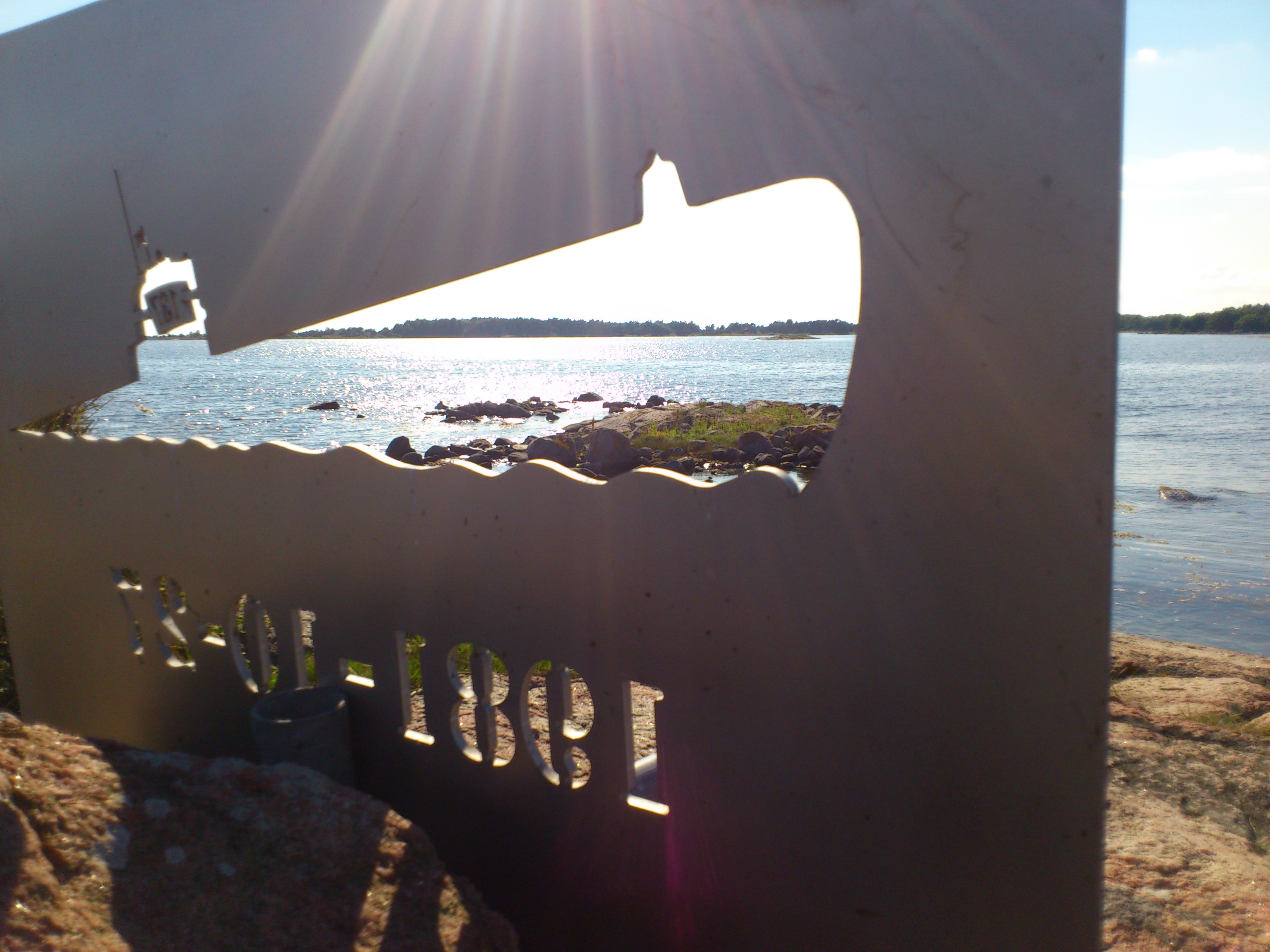
Памятная табличка в Швеции на месте происшествия

По утверждениям шведской прессы, версия ошибки навигации невероятна по следующим причинам:
1. Место происшествия находится глубоко внутри шведской территории. Для достижения места происшествия корабль должен был пройти через несколько сложных для навигации проливов;
2. Место происшествия находится в 2 километрах от центра секретной военной базы в Швеции, куда доступ иностранным гражданам запрещён, и глубоко внутри секретной зоны. Время происшествия совпало с испытаниями новой модели торпед на этой базе.